# Sparky Anderson
George Lee "Sparky" Anderson (Bridgewater, 22 de fevereiro de 1934 - Thousand Oaks, 4 de novembro de 2010) foi um jogador e treinador de beisebol norte-americano da Major League Baseball.
O Detroit Tigers aposentou o nº 11, que era o número que Anderson usava quando treinava o mesmo. E o Cincinnati Reds também aposentou um número em homenagem a Sparky, só que foi o nº 10, que foi o número usado pelo mesmo quando treinava o Reds.
Ele foi eleito para o Hall da Fama do Beisebol Americano em 2000.